# Cuautla (kommun i Mexiko, Morelos)
Cuautla är en kommun i Mexiko och är belägen i delstaten Morelos. Kommunhuvudorten är Cuautla Morelos. Centrala Cuautla har cirka 150 000 invånare, med nästan 170 000 invånare i hela kommunen. Cuautla grundades den 4 april 1829. Den ligger i delstaten Morelos, i den sydöstra delen av landet, 70 km söder om huvudstaden Mexico City.
Storstadsområdet av staden, Zona Metropolitana de Cuautla, har cirka 400 000 invånare. Området består av kommunerna Cuautla, Atlatlahucan, Ayala, Tlayacapan, Yautepec och Yecapixtla.
Följande samhällen finns i Cuautla:
- Cuautla Morelos
- Peña Flores
- Ex-Hacienda el Hospital
- Narciso Mendoza
- Puxtla
- Tierra Larga
- 19 de Febrero de 1812
- 3 de Mayo
- Calderón
- Reforma
- Empleado Municipal
- Colonia Ampliacion 10 de Abril
- Ampliación Biznaga Uno
- Colonia Ampliación Tepeyac
- Jicamán
- Colonia 12 de Diciembre
- Campo Partidor Zumpango
- Campo Nuevo los Tepetates
- Eusebio Jáuregui
- Héroe de Nacozari
- Colonia el Paraíso
- Colonia los Cortés
- Ampliación Gabriel Tepepa
- La Esperanza
- El Polvorín
- Colonia Polvorín 18 de Septiembre 94
- Las Vegas
- Colonia Martínez Peña
- Campo la Calavera